# Working Girl
Working Girl er en amerikansk romantisk komedie-dramafilm fra 1988 skrevet af Kevin Wade og instrueret af Mike Nichols. Den fortæller historien om en Staten Island-sekretær, Tess McGill (Melanie Griffith).

## Plot
Tess McGill er en frustreret ung sekretær, der gerne vil klatre op ad karrierestigen i sit firma på Wall Street. Hun får endelig chancen, da hendes chef, Katherine Parker, brækker sit ben. Mens Tess vikarier for Katherine, møder hun den smarte investor Jack Trainer, som hun forelsker sig i. Desværre bliver kærligheden kompliceret, da Katherine vender tilbage og viser sig også at være vild med Jack. 

## Medvirkende
- Harrison Ford som Jack Trainer
- Sigourney Weaver som Katherine Parker
- Melanie Griffith som Tess McGill
- Alec Baldwin som Mick Dugan
- Joan Cusack som Cynthia
- Philip Bosco som Oren Trask
- Nora Dunn som Ginny
- Oliver Platt som Lutz
- Kevin Spacey som Bob Speck
- Olympia Dukakis som Personalechef
- James Lally som Turkel
- Elizabeth Whitcraft som Doreen DiMucci
- Jeffrey Nordling som Tim Rourke
- Robert Easton as Armbrister
- Amy Aquino as Alice Baxter (Tess' sekretær)
- Timothy Carhart som Tim Draper
- David Duchovny som Tess' Fødselsdagsfest ven
- Zach Grenier som Jim
- Ricki Lake as brudepige
- Lloyd Lindsay Young som TV Weatherman

## Anerkendelser

### Awards
| Award                                  | Kategori                                                                 | Nominee          | Result    |
| -------------------------------------- | ------------------------------------------------------------------------ | ---------------- | --------- |
| Academy Award                          | Best Picture                                                             | Douglas Wick     | Nomineret |
| Academy Award                          | Best Director                                                            | Mike Nichols     | Nomineret |
| Academy Award                          | Best Actress                                                             | Melanie Griffith | Nomineret |
| Academy Award                          | Best Supporting Actress                                                  | Joan Cusack      | Nomineret |
| Academy Award                          | Best Supporting Actress                                                  | Sigourney Weaver | Nomineret |
| Academy Award                          | Best Original Song                                                       | Carly Simon      | Vundet    |
| Golden Globe Award                     | Best Motion Picture – Musical or Comedy                                  | Douglas Wick     | Vundet    |
| Golden Globe Award                     | Best Director                                                            | Mike Nichols     | Nomineret |
| Golden Globe Award                     | Best Actress – Musical or Comedy                                         | Melanie Griffith | Vundet    |
| Golden Globe Award                     | Best Supporting Actress                                                  | Sigourney Weaver | Vundet    |
| Golden Globe Award                     | Best Screenplay                                                          | Kevin Wade       | Nomineret |
| Golden Globe Award                     | Best Original Song                                                       | Carly Simon      | Vundet    |
| British Academy Film Award             | Best Actress                                                             | Melanie Griffith | Nomineret |
| British Academy Film Award             | Best Supporting Actress                                                  | Sigourney Weaver | Nomineret |
| British Academy Film Award             | Best Film Music                                                          | Carly Simon      | Nomineret |
| Grammy Awards                          | Best Song Written for a Motion Picture, Television or Other Visual Media | Carly Simon      | Vundet    |
| Directors Guild of America Award       | Outstanding Directing - Feature                                          | Mike Nichols     | Nomineret |
| Writers Guild of America Award         | Best Original Screenplay                                                 | Kevin Wade       | Nomineret |
| Boston Society of Film Critics Award   | Best Actress                                                             | Melanie Griffith | Vundet    |
| Boston Society of Film Critics Award   | Best Supporting Actress                                                  | Joan Cusack      | Vundet    |
| Chicago Film Critics Association Award | Best Supporting Actress                                                  | Sigourney Weaver | Nomineret |
| New York Film Critics Circle Award     | Best Actress                                                             | Melanie Griffith | Nomineret |
| National Society of Film Critics Award | Best Actress                                                             | Melanie Griffith | Nomineret |